# Азійські тигри другої хвилі

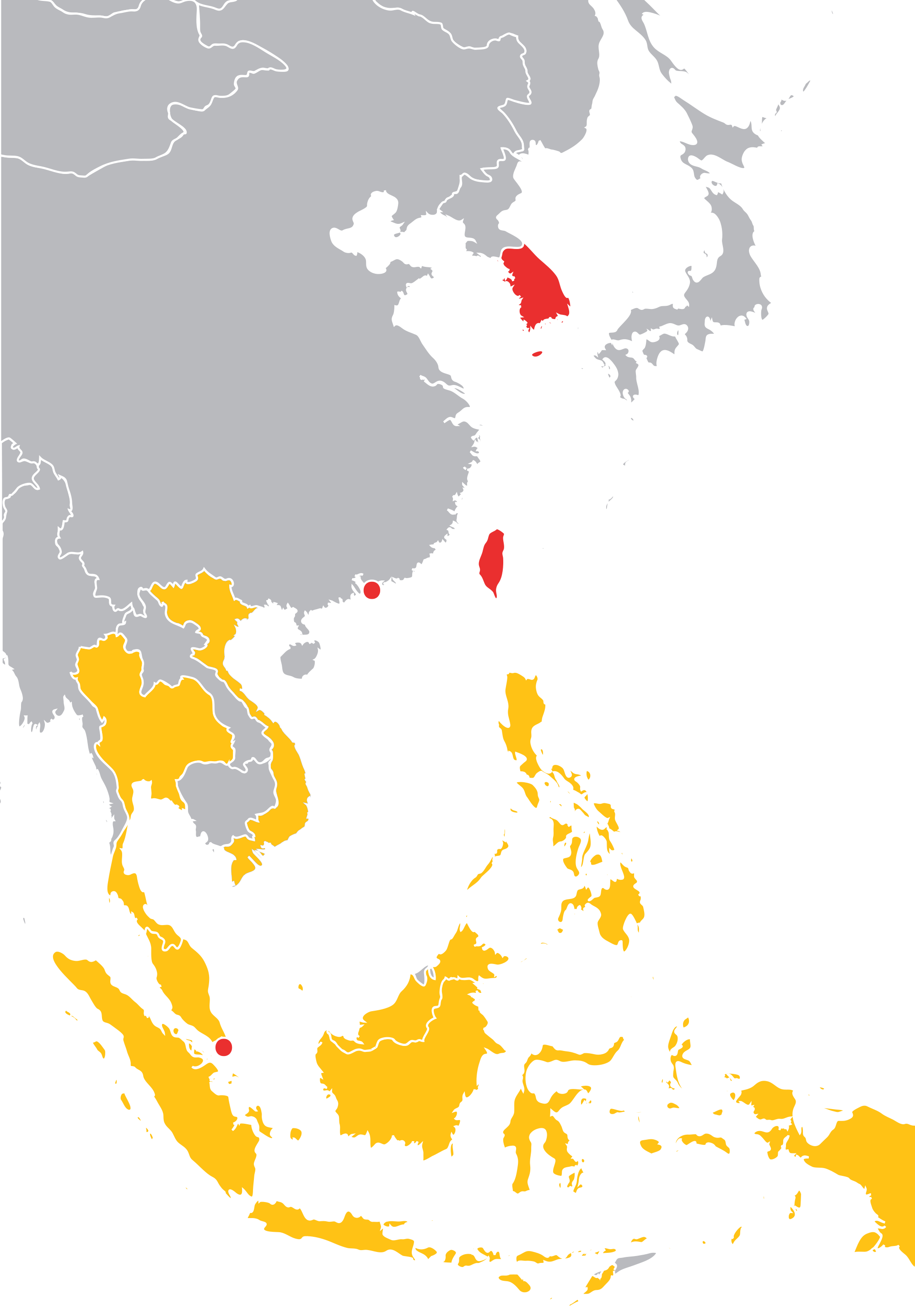
Азійські тигри другої хвилі (жовтий) складається з п'яти країн: Індонезії, Малайзії, Філіппін, Таїланду та В'єтнаму.
Також показані Азійські тигри першої хвилі (Південна Корея, Тайвань, Сінгапур і Гонконг) (червоним кольором).

Азійські тигри другої хвилі є спільною назвою для економік низки країн, що розвиваються, а саме Індонезії, Малайзії, Філіппін, Таїланду та В'єтнаму, які є п'ятьма основними країнами Південно-Східної Азії.

## Огляд
Економіки тигрів другої хвилі отримали свою назву, оскільки вони прагнують застосовувати той же експортно-орієнтований підхід до технологій та економічного розвитку, який вже приніс успіх багатим, високотехнологічним, промислово розвиненим країнам, таким як Південна Корея, Сінгапур та Тайвань, а також багатому фінансовому центру Гонконгу, їх часто називають чотирма азійськими тиграми.
Молодих тигрів іноді називають «дитинчатами», оскільки ці п'ять нових індустріальних країн, є тиграми, що розвиваються. Ці чотири країни вже включені до списку 50 найбільших економік HSBC на 2050 рік, тоді як Індонезія, В'єтнам і Філіппіни є частинами списку Next Eleven від Goldman Sachs з високим потенціалом економічного зростання через їхнє швидке розвиток і значну чисельність населення.
Китайські підприємці за кордоном відіграли ключову роль у розвитку приватного сектору даного регіону. Ці підприємства входять до обширної bamboo-мережі, яка представляє собою групу китайських компаній, що працюють на ринках країн, які розвиваються, таких як Малайзія, Індонезія, Таїланд і Філіппіни. Вони мають спільні родинні та культурні зв'язки.
Станом на 21 століття, коли Китай став великою економічною державою, інвестиції в країни Південно-Східної Азії значно зросли, особливо завдяки присутності бамбукової мережі.

## Дані за 2020 рік
Дані про ВВП і ВВП на душу населення відповідають даним Світового банку за липень 2020 року.
| ранг | Країна    | Населення в мільйонах | ВВП номінальний мільйони доларів США | ВВП номінальний на душу населення доларів США | ВВП (ПКС) мільйони доларів США | ВВП (ПКС) на душу населення доларів США |
| ---- | --------- | --------------------- | ------------------------------------ | --------------------------------------------- | ------------------------------ | --------------------------------------- |
| —    | АСЕАН     | 654.306               | 3,173,141                            | 4,849                                         | 8,454,651                      | 12 921                                  |
| 1    | Індонезія | 266,998               | 1,119,191                            | 4,136                                         | 3,329,169                      | 12,302                                  |
| 2    | Таїланд   | 67,913                | 543 650                              | 7,808                                         | 1 338 781                      | 19,228                                  |
| 3    | Філіппіни | 108,307               | 376,796                              | 3485                                          | 1 003 038                      | 9,277                                   |
| 4    | Малайзія  | 32,801                | 338,280                              | 11 415                                        | 978,780                        | 29340                                   |
| 5    | В'єтнам   | 95,494                | 354 800                              | 3,758                                         | 1,142,177                      | 11,677                                  |

## Економіка Південно-Східної Азії

### Економіка тигрів другої хвилі
- Економіка Індонезії
- Економіка Малайзії
- Економіка Філіппін
- Економіка Таїланду
- Економіка В'єтнаму

### Розвинені економіки чотирьох азійських тигрів
- Економіка Сінгапуру
- Економіка Гонконгу
- Економіка Південної Кореї
- Економіка Тайваню